# Шулепов, Александр Михайлович
Александр Михайлович Шулепов (1947—2006) — советский хоккеист с мячом.

## Биография
А.М. Шулепов начал игровую карьеру в родном Краснотурьинске в 1959 году. Основная часть игровой карьеры прошла в столице Казахстана - за динамовцев Шулепов провёл за 8 сезонов 164 игры. Также играл в Иркутске и Краснотурьинске.
Дважды становился вице-чемпионом СССР и дважды - бронзовым призёром.
Из-за пренебрежительного отношения к режиму был дисквалифицирован в 1975 году. По окончании срока дисквалификации провёл несколько игр за краснотурьинскую команду, но был вынужден прекратить карьеру из-за снижения уровня игрового мастерства.

## Достижения
- - Серебряный призёр чемпионата СССР - 1973, 1975
- - Бронзовый призёр чемпионата СССР - 1966, 1967
- Включён в список 22 лучших игроков сезона - 1969

## Интересные факты
Выступая в чемпионате СССР заявлялся и как Моисей и как Владимир.